# John D’Alton
John Francis D’Alton (ur. 11 października 1882 w Claremorris, zm. 1 lutego 1963 w Dublinie) – irlandzki duchowny katolicki, kardynał, arcybiskup Armagh, prymas całej Irlandii.

## Życiorys
Studiował na Uniwersytetach w Dublinie, Rzymie, Oxfordzie i Cambridge. Święcenia kapłańskie przyjął 18 kwietnia 1908 roku. Przez wiele lat pracował jako wykładowca w seminarium w Maynooth, a w latach 1936–1942 był jego rektorem.
25 kwietnia 1942 roku Pius XII mianował go biskupem tytularnym Binda i biskupem koadiutorem diecezji Meath, sakrę biskupią otrzymał 29 czerwca 1942 roku w Maynooth z rąk kard. Josepha MacRory, arcybiskupa Armagh i prymasa całej Irlandii. Po roku przejął obowiązki ordynariusza Meath 16 czerwca 1943 roku. 13 czerwca 1946 roku został przeniesiony na stolicę metropolitalną i prymasów całej Irlandii w Armagh. 12 stycznia 1953 roku wyniesiony do godności kardynalskiej i otrzymał kościół tytularny Rzymu Sant'Agata de’ Goti. Uczestniczył na konklawe w 1958 roku. Brał udział w pierwszej sesji Soboru Watykańskiego II. Zmarł w Dublinie i pochowano go w podziemiach archikatedry św. Patryka w Armagh.